# Новий Каракурт
Новий Каракурт (рум. Caracurt-Nou, раніше також Нове Жовтневе) — село Василівської сільської громади Болградського району Одеської області в Україні.

## Історія
Село засноване у 1910; з 1918 до 1940 року село входило до складу Румунського королівства. З 1940 року село перебувало у складі УРСР. 
14 листопада 1945 року Указом Президії ВР УРСР «Про збереження історичних найменувань та уточнення і впорядкування існуючих назв сільрад і населених пунктів Ізмаїльської області»: населені пункти Каракуртської сільради — село Каракурт перейменували на село Жовтневе, хутір Новий Каракурт на хутір Новий і Каракуртську сільраду — на Жовтневу. 
З 2008 року у селі немає жодного жителя та жодного жилого будинку, однак з обліку воно не зняте.
У 2016 році було повернено історичну назву села.
12 червня 2020 року, відповідно до Розпорядження Кабінету Міністрів України від № 724-р «Про визначення адміністративних центрів та затвердження територій територіальних громад Одеської області», увійшло до складу Василівської сільської територіальної громади.
19 липня 2020 року, в результаті адміністративно-територіальної реформи і ліквідації Болградського (1940  – 2020) району, село увійшло до складу новоутвореного Болградського району.

## Населення
Згідно з переписом 1989 року населення села становило 25 осіб, з яких 12 чоловіків та 13 жінок.
За переписом населення 2001 року в селі ніхто не мешкав.